# Charles Darwin (Medizinstudent)

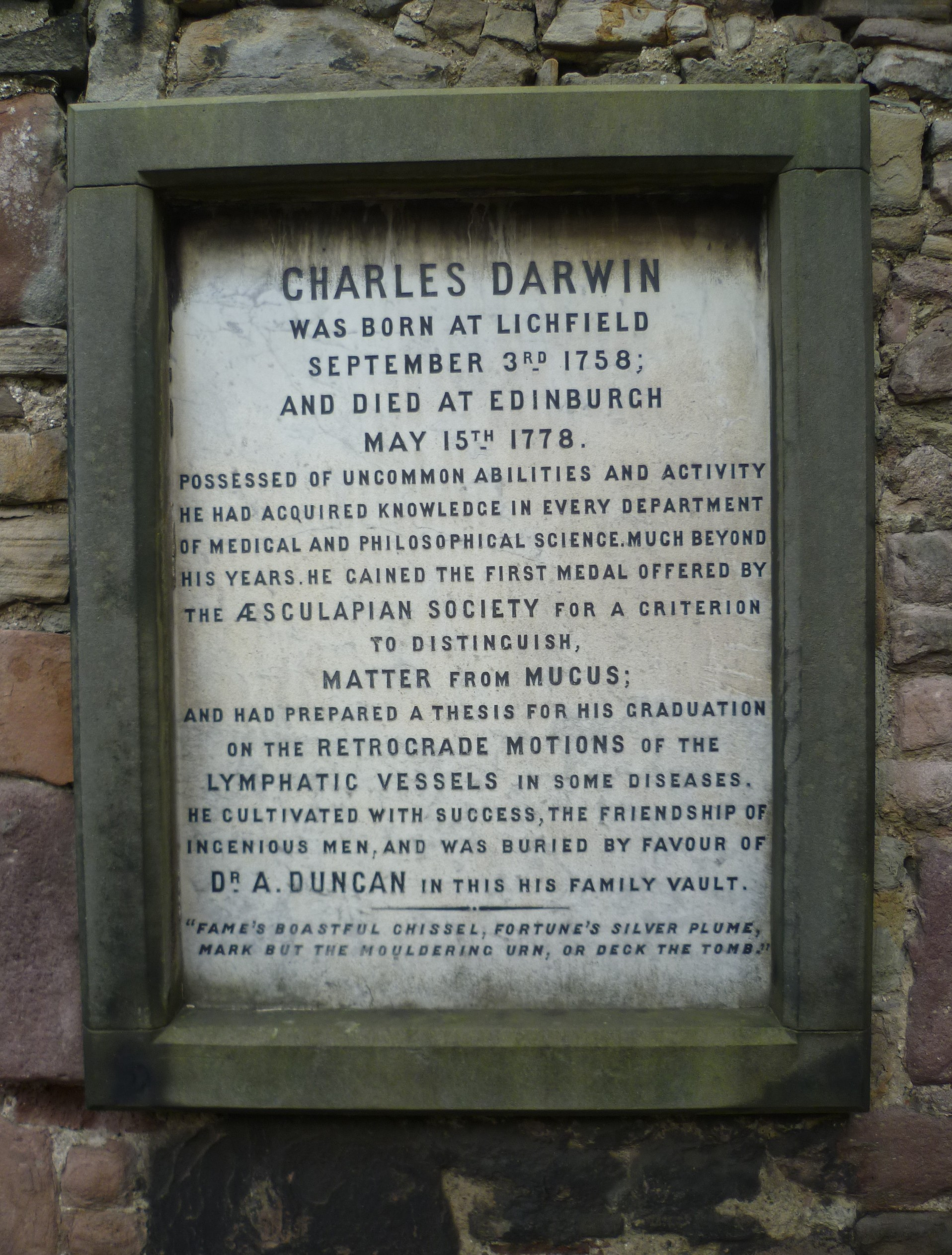
Marmortafel mit einer zum Gedenken an Charles Darwin von seinem Vater Erasmus Darwin verfassten Inschrift

Charles Darwin (* 3. September 1758 in Lichfield; † 15. Mai 1778 in Edinburgh) war ein englischer Medizinstudent.

## Leben und Wirken
Charles Darwin ist das älteste Kind von Erasmus Darwin und dessen erster Frau Mary Howard (1740–1770). Er wurde nach Marys Vater Charles Howard (1706–1771) und ihrem Bruder Charles (1742–1791) benannt. Als Kind stotterte Darwin. In Begleitung von Reverend Samuel Dickenson (1733–1823) wurde er im Oktober 1766 nach Paris geschickt, wo er nur Französisch sprechen durfte. Mit Dickenson bereiste er Frankreich. Unter anderem besuchten sie Antoine Gouan in Montpellier. Im März 1767, eventuell auch später, kehrten beide nach Lichfield zurück. Darwin besuchte die Schule in Lichfield. Am 30. Juli 1770 starb seine Mutter nach langer Krankheit. Darwin entwickelte freundschaftliche Beziehungen zu einigen Mitglieder der Lunar Society, darunter William Small und Matthew Boulton.
Am 30. März 1775 immatrikulierte sich Darwin in Oxford am Christ-Church-College, wo er bis zum 10. Februar 1776 blieb. Im März 1776 wechselte er zur Universität Edinburgh. Offiziell eingeschrieben hat er sich dort am 16. Oktober 1776.
In Edinburgh wurde Darwin durch Andrew Duncan (1744–1828) gefördert, bei dem er auch wohnte. Duncan hatte 1773 die Aesculapian Society gegründet, um dem fachlichen Austausch zwischen den Ärzten in Edinburgh zu fördern. Für seine Schrift über die Unterscheidung von Schleim und Eiter erhielt Darwin im März 1778 die erste Goldmedaille der Aesculapian Society of Edinburgh.
Ende April 1778 schnitt sich Darwin beim Sezieren des Gehirns eines an Hydrocephalus internus verstorbenen Kindes in die Hand und erkrankte.
Sein Vater reiste nach Edinburgh. Trotz der Behandlung durch Andrew Duncan, William Cullen und Joseph Black verstarb Darwin wenige Tage nach der Ankunft seines Vaters. Seine Dissertation über das Lymphatische System hatte er fast abgeschlossen.
Charles Darwin wurde in der Familiengruft von Andrew Duncan auf dem Kirchfriedhof der St. Cuthbert’s Church in Edinburgh bestattet. Darwins Vater bat James Hutton, ihn bei der Errichtung einer Gedenktafel zur Erinnerung an seinen Sohn zu unterstützen.

## Nachwirkung
Unter dem Titel An Elegy on the much lamented Death of a most ingenious young Gentleman, who lately died in the College of Edinburgh, where he was a Student erschien 1778 anonym eine 360-zeilige Elegie, die von Andrew Duncan und Erasmus Darwin stammte.
Erasmus Darwin übersetzte sowohl die preisgekrönte Schrift als auch die Dissertation seines Sohnes aus dem Lateinischen ins Englische und veröffentlichte diese 1780 gemeinsam mit einer kurzen Lebensbeschreibung seines Sohnes.

## Schriften
- Experiments establishing a criterion between mucaginous and purulent matter. And an account of the retrograde motion from the absorbent vessels of animal bodies in some diseases. Lichfield 1780 (Digitalisat) darin:
  - Experiments establishing a criterion between mucaginous and purulent matter. S. 3–24 (Digitalisat).
  - An account of the retrograde motion from the absorbent vessels of animal bodies in some diseases. S. 25–125 (Digitalisat).

## Nachweise